# Tajsir járás
Tajsir járás (mongol nyelven: Тайшир сум) Mongólia Góbi-Altaj tartományának egyik járása. Területe 4200 km². Népessége kb. 3400 fő.
Székhelye Cagán Olom (Цагаан Олом), mely 43 km-re északra fekszik Altaj tartományi székhelytől.